# 129125 Chrisvoth
129125 Chrisvoth è un asteroide della fascia principale. Scoperto nel 2004, presenta un'orbita caratterizzata da un semiasse maggiore pari a 2,9717728 UA e da un'eccentricità di 0,0885572, inclinata di 9,21822° rispetto all'eclittica.